# Raudanjoki
Der Raudanjoki ist ein etwa 150 km langer rechter Nebenfluss des Kemijoki in der finnischen Landschaft Lappland.
Das Einzugsgebiet des Raudanjoki liegt nördlich des Kemijoki zwischen Kemijärvi und Rovaniemi. Es umfasst eine Fläche von 3585 km².
Der Raudanjoki fließt in überwiegend südlicher Richtung.
In seinem Unterlauf durchfließt er mehrere größere Seen: Yli-Nampajärvi, Ala-Nampajärvi, Vikajärvi, Alaselkä.
Wenige Kilometer vor seiner Mündung in den Kemijoki, östlich von Rovaniemi, befindet sich das Permantokosken-Wasserkraftwerk, das von Kemijoki Oy betrieben wird.
Es wurde 1960–61 errichtet, besitzt eine installierte Leistung von 13 MW und nutzt ein Gefälle von 24 m aus.